# Калье-Бабу
Калье-Бабу (перс. قلعه بابو) — село в Ірані, у дегестані Чагар-Чешме, у бахші Камаре, шагрестані Хомейн остану Марказі. За даними перепису 2006 року, його населення становило 414 осіб, що проживали у складі 93 сімей.

## Клімат
Середня річна температура становить 11,93 °C, середня максимальна – 31,11 °C, а середня мінімальна – -11,74 °C. Середня річна кількість опадів – 246 мм.
| Клімат поселення                              | Клімат поселення | Клімат поселення | Клімат поселення | Клімат поселення | Клімат поселення | Клімат поселення | Клімат поселення | Клімат поселення | Клімат поселення | Клімат поселення | Клімат поселення | Клімат поселення | Клімат поселення |
| Показник                                      | Січ.             | Лют.             | Бер.             | Квіт.            | Трав.            | Черв.            | Лип.             | Серп.            | Вер.             | Жовт.            | Лист.            | Груд.            |                  |
| Середній максимум, °C                         | 7,39             | 9,40             | 14,02            | 19,98            | 25,25            | 31,09            | 31,11            | 30,79            | 26,20            | 20,10            | 12,98            | 7,54             |                  |
| Середня температура, °C                       | −2,19            | −0,17            | 4,46             | 10,41            | 15,68            | 21,52            | 25,22            | 24,94            | 20,32            | 14,22            | 7,10             | 1,67             |                  |
| Середній мінімум, °C                          | −11,74           | −9,74            | −5,1             | 0,84             | 6,11             | 11,95            | 19,34            | 19,06            | 14,46            | 8,35             | 1,23             | −4,2             |                  |
| Норма опадів, мм                              | 40               | 38               | 46               | 31               | 22               | 3                | 1                | 1                | 0                | 6                | 23               | 35               |                  |
| Середньомісячна швидкість вітру, м/с          | 1.34             | 1.98             | 2.51             | 2.69             | 2.51             | 2.38             | 2.46             | 2.21             | 2.14             | 2.00             | 1.54             | 1.54             |                  |
| Середньомісячна сонячна радіація, кДж/м²·день | 9896             | 13063            | 15522            | 18760            | 22660            | 26899            | 25906            | 24471            | 21572            | 16175            | 11539            | 9581             |                  |
| --------------------------------------------- | ---------------- | ---------------- | ---------------- | ---------------- | ---------------- | ---------------- | ---------------- | ---------------- | ---------------- | ---------------- | ---------------- | ---------------- | ---------------- |
| Джерело:                                      |                  |                  |                  |                  |                  |                  |                  |                  |                  |                  |                  |                  |                  |